# 因普鲁内塔
因普鲁内塔（義大利語：Impruneta），是意大利佛罗伦斯省的一个市镇。总面积48平方公里，人口14880人，人口密度310.0人/平方公里（2009年）。ISTAT代码为048022。